# Ducato di Jülich
Lo Jülich-Berg o Ducato di Jülich fu lo Stato allargato derivato dalla Contea di Jülich e divenne un ducato quando venne combinato con la contea di Berg nel Sacro Romano Impero, per questo i territori si trovano nell'odierna Germania (parte della Renania Settentrionale-Vestfalia) e nei Paesi Bassi (parte del Limburgo). I suoi territori erano situati a cavallo di entrambe le rive del fiume Rur, attorno a Jülich, la capitale, nella parte bassa del Reno. Venne unita alla Contea di Berg nel 1423.
La Contea di Jülich (Grafschaft Jülich) viene menzionata per la prima volta verso la metà del X secolo dall'arcivescovo di Colonia, Wicfrido, attribuendola al conte Goffredo (in pago Juliacense in comitatu Godefridi comitis), nel documento n° 604 del Urkundenbuch für die Geschichte des Niederrheins, Volume 4; in quegli stessi anni anche il re dei Franchi orientali e futuro Imperatore del Sacro Romano Impero, Ottone I di Sassonia (Otto divina propiciante clementia rex), cita nel suo documento n° 42 dei suoi Diplomata il conte Goffredo (Godefridus comes), che molto probabilmente era Goffredo I, che fu Conte di Hainaut dal 958 e Duca della Bassa Lorena (Lotaringia) dal 959.
All'inizio del secolo XI, viene più volte citato il conte Gerardo (Gerhardi Iuliensis), capostipite della dinastia dei conti di Jülich; Gerardo III, fu il primo ad assumere il titolo di conte di Jülich.
Il conte Guglielmo V, nel 1336 ricevette il titolo di margravio dall'Imperatore del Sacro Romano Impero Ludovico il Bavaro, e nel 1356 l'imperatore Carlo IV lo elevò al rango di duca, Guglielmo I. Suo figlio, il duca Guglielmo II, si scontrò e sconfisse il fratellastro dell'imperatore, Carlo IV, il duca di Brabante, Venceslao di Lussemburgo, nel 1371.
Dopo essere divenuto un ducato, la sua storia è profondamente legata agli avvenimenti che interessarono anche i territori vicini: i ducati di Ducato di Kleve, Berg e Gheldria e la Contea di Mark. Nel 1423, Jülich e Berg vennero unite. Nel 1521 Jülich, Berg, Kleve e Mark formarono i Ducati Uniti di Jülich-Kleve-Berg in unione personale sotto il governo di Giovanni III di Cleves che sposò Maria di Jülich-Berg, figlia di Guglielmo IV di Jülich-Berg, che divenne erede degli stati paterni: Jülich, Berg e Ravensberg.
Quando l'ultimo duca di Jülich-Kleve-Berg morì senza eredi nel 1609, scoppiò una guerra di successione. I ducati vennero divisi tra il Palatinato-Neuburg (Jülich e Berg) e il Margraviato di Brandeburgo (Kleve e Mark) grazie al Trattato di Xanten del 1614. Quando l'ultimo duca del Palatinato-Neuburg (dopo il 1685 anche Elettore Palatino) morì senza eredi nel 1742, Jülich e Berg vennero ereditati dal Duca del Palatinato-Sulzbach (dopo 1777 anche Duca di Baviera).
Nel 1794 il Ducato di Jülich venne occupato dalla Francia, e divenne parte del dipartimento francese di Roer. Nel 1815, dopo la sconfitta di Napoleone, il ducato divenne parte del Regno di Prussia come Provincia di Jülich-Kleve-Berg (dopo 1822, divenne la Provincia prussiana del Reno), ad eccezione delle città di Sittard e Tegelen, che divennero parte dei Paesi Bassi.

## Conti di Jülich (dal 1003)
- 1003-1029 Gerardo I
- 1029-1081 Gerardo II, forse parente del precedente
- 1081-1128 Gerardo III, forse figlio del precedente
- 1128-1131 Gerardo IV, figlio del precedente
- 1131–1144 Gerardo V, figlio del precedente
- 1144–1176 Guglielmo I, fratellastro del precedente, figlio di Gerardo IV
- 1176–1207 Guglielmo II, figlio del precedente
- 1207–1218 Guglielmo III, nipote del precedente, figlio di Everardo di Hengenbach e di Giuditta, figlia di Guglielmo I e sorella di Guglielmo II, come confermato dal documento n° 526 del Urkundenbuch für die Geschichte des Niederrheins, Volume 1[4]
- 1218–1278 Guglielmo IV, figlio del precedente
- 1278–1297 Valeramo, figlio del precedente
- 1297–1329 Gerardo VI, fratello del precedente, figlio di Guglielmo IV
- 1329–1356 Guglielmo V, figlio del precedente, dal 1336, marchese di Jülich

## Duchi di Jülich (dal 1356)
- 1380-1423 in unione con Ducato di Gheldria,  dal 1397 con Contea di Ravensberg, e dal 1408 con Ducato di Berg –
- 1356-1361 Guglielmo I (precedentemente Conte di Jülich, Guglielmo V)
- 1362-1393 Guglielmo II, figlio del precedente, dal 1380, anche Duca di Gheldria
- 1393-1402 Guglielmo III, figlio del precedente, anche Duca di Gheldria
- 1402-1423 Rinaldo, fratello del precedente, figlio di Guglielmo II, anche Duca di Gheldria
- 1423–1437 Adolfo, anche Conte di Ravensberg dal 1397, e Duca di Berg e dal 1408
- 1437–1475 Gerardo, nipote del precedente, figlio di Guglielmo di Jülich, anche Conte di Ravensberg e Duca di Berg
- 1475–1511 Guglielmo IV, figlio del precedente, anche Conte di Ravensberg e Duca di Berg
- 1511–1543 Maria, figlia del precedente, anche Contessa di Ravensberg e duchessa di Berg

### Duchi della casata di Mark
- dal 1521 in parte dello Jülich-Kleve-Berg –
- 1511–1539 Giovanni, marito di Maria di Jülich-Berg, anche Conte di Ravensberg e Duca di Berg, Duca di Kleve e Conte di Mark
- 1539–1592 Guglielmo V, figlio del precedente e di Maria di Jülich-Berg, anche Conte di Ravensberg e Duca di Berg, Duca di Kleve e Conte di Mark
- 1592–1609 Giovanni Guglielmo I, figlio del precedente, anche Conte di Ravensberg e Duca di Berg e Kleve e Conte di Mark

### Duchi della casata di Wittelsbach
- in unione con Berg e con il Palatinato-Neuburg, dal 1690 anche con l'Elettorato Palatino, dal 1777 anche con la Baviera
- 1614–1653 Volfango Guglielmo
- 1653–1679 Filippo Guglielmo
- 1679–1716 Giovanni Guglielmo
- 1716–1742 Carlo III Filippo
- 1742–1794 Carlo Teodoro